# Đội tuyển bóng chuyền nam quốc gia Puerto Rico
Đội tuyển bóng chuyền nam quốc gia Puerto Rico là đội bóng đại diện cho Puerto Rico tại các cuộc thi tranh giải và trận đấu giao hữu bóng chuyền nam ở phạm vi quốc tế. Năm 2007, đội tuyển giành huy chương bạc tại giải Vô địch liên đoàn NORCECA sau khi đánh bại Cuba ở trận bán kết. Với thành tích này, Puerto Rico lần đầu tiên đủ điều kiện tham dự Cúp bóng chuyền thế giới (World Cup) tổ chức vào năm 2008 tại Nhật Bản.

## Thành tích

### Giải vô địch thế giới
- 1974 — Vị trí thứ 23
- 2006 — Vị trí thứ 12
- 2010 — Vị trí thứ 13
- 2014 — Vị trí thứ 21

### Cúp thế giới
- 2007 — vị trí thứ 6

### Pan American Games
- 1955 — Không tham gia
- 1959 — Vị trí thứ 8
- 1963 — Không tham gia
- 1967 — Vị trí thứ 8
- 1971 — Vị trí thứ 11
- 1975 — Không tham gia
- 1979 — Vị trí thứ 6
- 1983 — Vị trí thứ 7
- 1987 — Không tham gia
- 1991 — Vị trí thứ 5
- 1995 — Vị trí thứ 6
- 1999 — Không tham gia
- 2003 — Vị trí thứ 7
- 2007 — Vị trí thứ 5
- 2011 — Vị trí thứ 7
- 2015 — Vị trí thứ 4

### Pan-American Cup
- 2006 — Không tham gia
- 2007 — Vị trí thứ 2
- 2008 — Vị trí thứ 7
- 2009 — Vị trí thứ 4
- 2010 — Vị trí thứ 3
- 2011 — Vị trí thứ 4
- 2012 — Không tham gia
- 2013 — Vị trí thứ 4
- 2014 — Vị trí thứ 4
- 2015 — Vị trí thứ 7

### NORCECA Championship
- 2001 — Vị trí thứ 5
- 2003 — Vị trí thứ 5
- 2005 — Vị trí thứ 5
- 2007 — Vị trí thứ 2
- 2009 — Vị trí thứ 3
- 2011 — Vị trí thứ 4
- 2013 — Vị trí thứ 4
- 2015 — Vị trí thứ 3

### World League
- 2011 — Vị trí thứ 16
- 2014 — Vị trí thứ 27
- 2015 — Vị trí thứ 28
- 2016 — Vị trí thứ 36

## Danh sách thành viên hiện tại
Dưới đây là danh sách các thành viên đội tuyển nam quốc gia Puerto Rico tham dự Giải bóng chuyền nam Vô địch thế giới FIVB 2014.
Huấn luyện viên chính: David Alemán
| Stt. | Tên               | Ngày sinh           | Chiều cao          | Cân nặng       | Nhảy đập        | Nhảy chắn       | Câu lạc bộ năm 2014         |
| ---- | ----------------- | ------------------- | ------------------ | -------------- | --------------- | --------------- | --------------------------- |
| 1    | José Rivera       | 2 tháng 7 năm 1977  | 1,92 m (6 ft 4 in) | 85 kg (187 lb) | 325 cm (128 in) | 320 cm (130 in) | Nuevos Gigantes de Carolina |
| 2    | Edgardo Goás      | 27 tháng 1 năm 1989 | 1,97 m (6 ft 6 in) | 95 kg (209 lb) | 345 cm (136 in) | 330 cm (130 in) | Capitanes de Arecibo        |
| 4    | Dennis Del Valle  | 27 tháng 1 năm 1989 | 1,75 m (5 ft 9 in) | 58 kg (128 lb) | 300 cm (120 in) | 290 cm (110 in) | Mets de Guaynabo            |
| 5    | Roberto Muñiz     | 11 tháng 6 năm 1980 | 1,96 m (6 ft 5 in) | 92 kg (203 lb) | 333 cm (131 in) | 326 cm (128 in) | Capitanes de Arecibo        |
| 6    | Ángel Pérez       | 20 tháng 5 năm 1982 | 1,90 m (6 ft 3 in) | 86 kg (190 lb) | 325 cm (128 in) | 318 cm (125 in) | Mets de Guaynabo            |
| 10   | Ezequiel Cruz     | 15 tháng 7 năm 1986 | 1,93 m (6 ft 4 in) | 88 kg (194 lb) | 320 cm (130 in) | 310 cm (120 in) | Mets de Guaynabo            |
| 11   | Maurice Torres    | 6 tháng 7 năm 1991  | 1,92 m (6 ft 4 in) | 68 kg (150 lb) | 305 cm (120 in) | 299 cm (118 in) | Capitanes de Arecibo        |
| 12   | Héctor Soto (C)   | 20 tháng 6 năm 1978 | 1,97 m (6 ft 6 in) | 85 kg (187 lb) | 340 cm (130 in) | 332 cm (131 in) | Mets de Guaynabo            |
| 14   | Mannix Román      | 17 tháng 1 năm 1983 | 1,90 m (6 ft 3 in) | 85 kg (187 lb) | 295 cm (116 in) | 288 cm (113 in) | Mets de Guaynabo            |
| 16   | Jackson Rivera    | 19 tháng 8 năm 1987 | 1,86 m (6 ft 1 in) | 66 kg (146 lb) | 360 cm (140 in) | 350 cm (140 in) | Mets de Guaynabo            |
| 17   | Pedrito Sierra    | 21 tháng 7 năm 1989 | 1,96 m (6 ft 5 in) | 89 kg (196 lb) | 305 cm (120 in) | 298 cm (117 in) | Cariduros de Fajardo        |
| 19   | Jean Carlos Ortiz | 23 tháng 2 năm 1988 | 1,93 m (6 ft 4 in) | 77 kg (170 lb) | 288 cm (113 in) | 281 cm (111 in) | Mets de Guaynabo            |
| 20   | Fernando Morales  | 4 tháng 2 năm 1982  | 1,86 m (6 ft 1 in) | 68 kg (150 lb) | 325 cm (128 in) | 318 cm (125 in) | Mets de Guaynabo            |

Đội hình tại World League 2015.
Huấn luyện viên chính: Javier Gaspar
| Stt. | Tên               | Ngày sinh           | Chiều cao          | Cân nặng       | Nhảy đập        | Nhảy chắn       | Câu lạc bộ năm 2015       |
| ---- | ----------------- | ------------------- | ------------------ | -------------- | --------------- | --------------- | ------------------------- |
| 1    | José Rivera       | 2 tháng 7 năm 1977  | 1,92 m (6 ft 4 in) | 85 kg (187 lb) | 325 cm (128 in) | 320 cm (130 in) | Rennes Volley 35          |
| 2    | Edgardo Goás      | 27 tháng 1 năm 1989 | 1,97 m (6 ft 6 in) | 95 kg (209 lb) | 345 cm (136 in) | 330 cm (130 in) | Tokat Belediye Plevnespor |
| 4    | Dennis Del Valle  | 27 tháng 1 năm 1989 | 1,75 m (5 ft 9 in) | 58 kg (128 lb) | 300 cm (120 in) | 290 cm (110 in) | Pavollo Lugano            |
| 6    | Ángel Pérez       | 20 tháng 5 năm 1982 | 1,90 m (6 ft 3 in) | 86 kg (190 lb) | 325 cm (128 in) | 318 cm (125 in) | Rennes Volley 35          |
| 8    | Steven Morales    | 7 tháng 4 năm 1992  | 1,95 m (6 ft 5 in) | 82 kg (181 lb) | 346 cm (136 in) | 317 cm (125 in) | Plataneros de Corozal     |
| 11   | Maurice Torres    | 6 tháng 7 năm 1991  | 2,01 m (6 ft 7 in) | 91 kg (201 lb) | 305 cm (120 in) | 299 cm (118 in) | Pallavolo Molfetta        |
| 12   | Héctor Soto (C)   | 20 tháng 6 năm 1978 | 1,97 m (6 ft 6 in) | 85 kg (187 lb) | 340 cm (130 in) | 332 cm (131 in) | Capitanes de Arecibo      |
| 14   | Mannix Román      | 17 tháng 1 năm 1983 | 1,90 m (6 ft 3 in) | 85 kg (187 lb) | 295 cm (116 in) | 288 cm (113 in) | Mets de Guaynabo          |
| 16   | Jackson Rivera    | 19 tháng 8 năm 1987 | 1,86 m (6 ft 1 in) | 66 kg (146 lb) | 360 cm (140 in) | 350 cm (140 in) | Mets de Guaynabo          |
| 17   | Pedrito Sierra    | 21 tháng 7 năm 1989 | 1,96 m (6 ft 5 in) | 89 kg (196 lb) | 305 cm (120 in) | 298 cm (117 in) | Cariduros de Fajardo      |
| 19   | Jean Carlos Ortiz | 23 tháng 2 năm 1988 | 1,93 m (6 ft 4 in) | 77 kg (170 lb) | 288 cm (113 in) | 281 cm (111 in) | Mets de Guaynabo          |
| 23   | Pablo Guzman      | 2 tháng 6 năm 1987  | 1,88 m (6 ft 2 in) | 67 kg (148 lb) | 292 cm (115 in) | 288 cm (113 in) | UC Lausanne               |